# Mary, Prințesă Regală și Prințesă de Orania
Mary, Prințesă Regală și Prințesă de Orange și Contesă de Nassau (n. 4 noiembrie 1631, d. 24 decembrie 1660) a fost al doilea copil și fiica cea mare a regelui Carol I al Angliei, Scoției și Irlandei și a Henriettei Maria a Franței. A fost soția lui William II, Prinț de Orania și Conte de Nassau și mama lui William al III-lea al Angliei. Mary Stuart sau Mary de Orange a fost prima fiică a unui suveran britanic care a deținut titlul de Prințesă Regală.

## Primii ani
Mary Henrietta Stuart s-a născut la Palatul St. James din Londra. Carol I a desemnat-o Prințesă Regală în 1642, stabilind astfel tradiția ca fiica cea mare a suveranului britanic să poarte acest titlu. Titlul se datorează reginei Henriette Maria, fiica lui Henric al IV-lea al Franței, și imită titlul de Madame Royale deținut de fiica cea mare a suveranului Franței. Până atunci, fiica cea mare a regilor englezi și scoțieni purtau diferite titluri Lady sau Prințesă. (Fiicele mai mici ale suveranului britanic nu dețineau titlul de prințesă până la regele George I în 1714.)

## Căsătoria

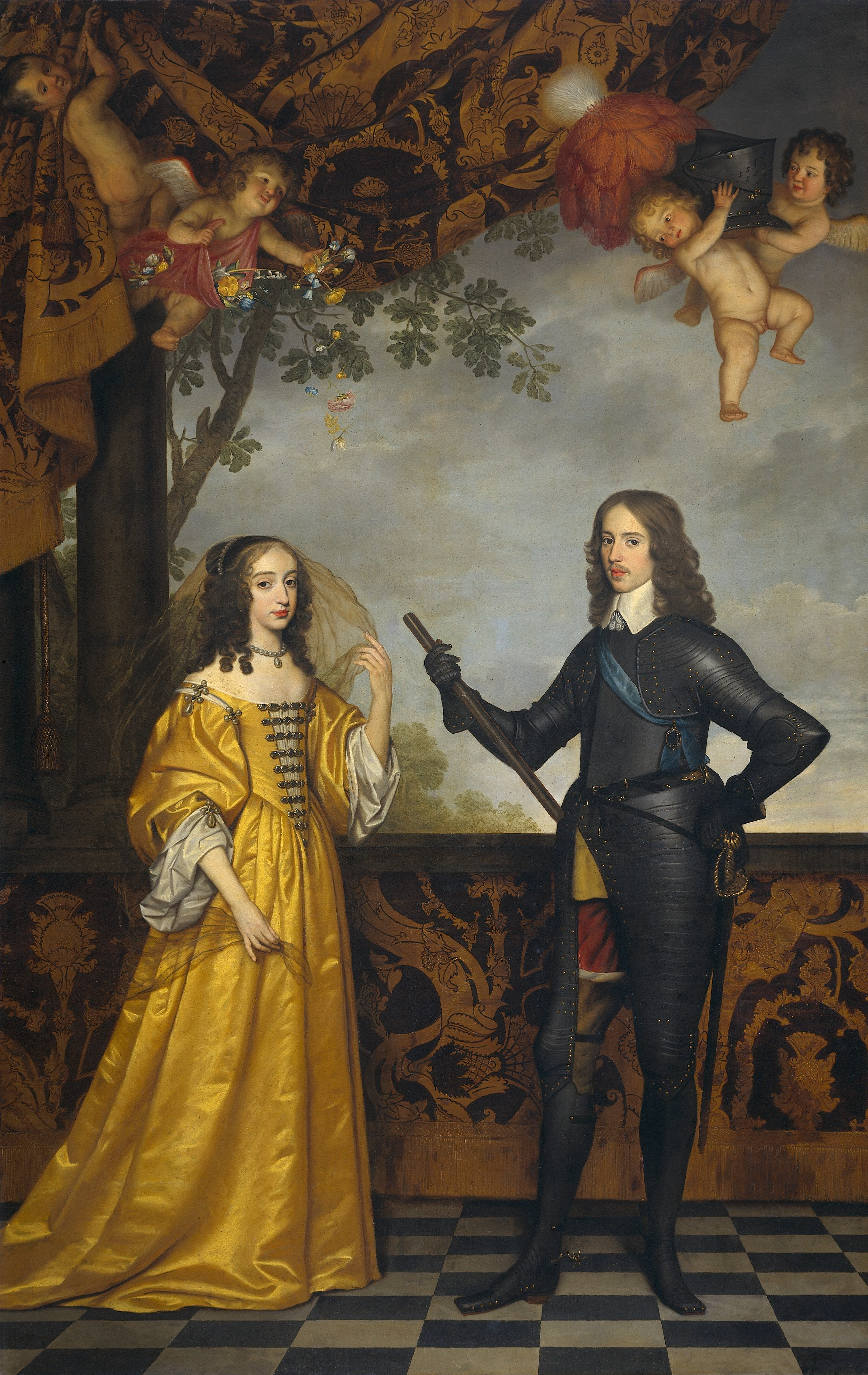
Mary Stuart, Prințesă Regală și William al II-lea, Prinț de Orange.

Carol I, tatăl Prințesei Mary, dorea s-o căsătorească cu fiul lui Filip al V-lea al Spaniei, în timp ce un alt pretendent la mâna prințesei era verișorul ei primar Charles I Louis, Elector Palatin. Ambele propuneri au căzut iar Mary s-a logodit cu Willem, fiul și moștenitorul lui Frederick Henry, Prinț de Orange. Căsătoria a avut loc la 2 mai 1641 la Capela Regală a Palatului Whitehall din Londra însă n-a fost consumată timp de câțiva ani având în vedere vârsta fragedă a miresei. În 1642, Mary a traversat Provinciile Unite împreună cu mama ei, iar în 1644 a început să participe la viața publică.
În martie 1647, soțul ei William al II-lea l-a succedat pe tatăl lui. În noiembrie 1650, chiar după tentativa de capturare a sa de către oponenții politici, William II moare de variolă. Singurul copil al cuplului, Willem (mai târziu William al III-lea), s-a născut câteva zile mai târziu. Prințesa a fost obligată să împartă tutela fiului ei cu bunica acestuia, Amalia, văduva lui Frederick Henry, și cu Friedrich Wilhelm I, elector de Brandenburg. 
Prințesa Mary era nepopulară în Olanda iar opinia publică a fost furioasă de ospitalitatea prințesei față de frații ei, exilatul Carol al II-lea al Angliei și Iacob al II-lea al Angliei; i s-a interzis să-și mai primească rudele. Din 1654 până în 1657, prințesa a petrecut cea mai mare parte a timpului departe de Olanda. În 1657 a deveni regentă a fiului ei pentru principatul de Orange însă dificultățile poziției ei au dus-o în situația de a cere ajutorul regelui Ludovic al XIV-lea al Franței; răspunsul regelui francez a constat în preluarea principatului.
Întoarcerea pe tron a fratelui ei Carol al II-lea au întărit poziția Prințesei de Orange și pe cea a fiului ei în Olanda. În septembrie 1660 s-a întors în Anglia. A murit de variolă la Palatul Whitehall din Londra și a fost înmormântată la Westminster Abbey.

## Arbore genealogic
| Mary, Prințesă Regală și Prințesă de Orania Casa StuartNaștere: 4 noiembrie 1631 Deces: 24 decembrie 1660 |                                |                                               |
| Regalitate britanică                                                                                      |                                |                                               |
| Titlu nou                                                                                                 | Prințesă Regală 1642 – 1660    | VacantUrmătorul titlu deținut dePrințesa Anne |
| Nobilimea olandeză                                                                                        |                                |                                               |
| Predecesor: Amalia de Solms-Braunfels                                                                     | Prințesă de Orange 1647 – 1650 | Succesor: Maria a II-a a Angliei              |

1. 1 2 3 4  Kindred Britain
2. 1 2 3  Katalog der Deutschen Nationalbibliothek, accesat în 13 aprilie 2024